# Lepidochrysops chala
Lepidochrysops chala är en fjärilsart som beskrevs av Jan Kielland 1980. Lepidochrysops chala ingår i släktet Lepidochrysops och familjen juvelvingar. Inga underarter finns listade i Catalogue of Life.